# Primo trionfo decretato dal popolo romano
Il primo trionfo decretato dal popolo romano venne deciso nel 449 a.C.
Da soli tre anni Roma si era liberata dall'oppressione dei Decemviri che, eletti per emanare le leggi - dette poi delle dodici tavole -, si aggrapparono al potere venendone scacciati solo per l'esagerata libidine di Appio Claudio.
Sotto l'imperio del secondo decemvirato l'esercito romano aveva combattuto svogliatamente (anzi spesso non aveva neppure combattuto) contro i nemici che circondavano l'Urbe. In particolare il renitente esercito aveva volto le spalle ai Sabini, cosa che fece credere alle popolazioni circostanti che Roma fosse sul punto di cadere in una involuzione politica e militare che l'avrebbe resa debolissima e quindi attaccabile con una discreta speranza di vittoria. 
Il suicidio di Appio Claudio e di Spurio Oppio mise fine all'oppressione dei Decemviri sulla plebe ma instillò nel patriziato romano il timore che la plebe stessa potesse lanciarsi in una serie di vendette di massa di segno opposto. Per fortuna, e per merito dei consoli e di Marco Duilio, gli eventi non precipitarono. L'esercito romano, che già era sceso in campo contro i nemici esterni ma con risultati preoccupanti, fu nuovamente portato alla guerra; Lucio Valerio Potito partì contro le forze di Equi e Volsci uniti, mentre Marco Orazio Barbato fu inviato a fronteggiare i Sabini; tutti popoli che, approfittando della debolezza politica dell'Urbe, erano scesi in campo.

## Monte Algido
Gli Equi e i Volsci si erano radunati al Monte Algido dove, dopo la battaglia del 458 a.C. (o 457 a.C.) vinta da Cincinnato, nel 451 a.C. si vide uno scontro fra Romani ed Equi. E i Romani dovettero soccombere. 
Giunto alle propaggini dell'Algido, il console Valerio si guardò bene dall'attaccare battaglia al comando di forze ancora demotivate. Valerio si limitò a porre il campo a poca distanza (mille passi) dal nemico vietando qualsiasi tentativo di rispondere alle provocazioni degli avversari.
Gli Equi e i Volsci, visto che i Romani non accettavano la battaglia, si allontanarono per saccheggiare il territorio circostante che era in parte degli Ernici e in parte dei Latini, alleati di Roma ma che -per trattato- a Roma dovevano lasciare l'iniziativa e la guida della guerra. Volsci ed Equi lasciarono quindi il loro campo presidiato da un contingente sufficiente per un minimo di difesa, ma insufficiente in caso di battaglia frontale. 
Valerio fu informato della cosa e fece schierare le sue truppe provocando a sua volta i difensori del campo che ovviamentre si guardarono bene dall'accettare il conflitto. Alla sera i Romani tornarono al loro campo rinfrancati dal fatto di aver impaurito i nemici. Il mattino successivo i Romani attaccarono il vallo dell'accampamento dove erano ritornate parte - ma solo parte - delle truppe che si erano allontanate al saccheggio. 
I guerrieri Equi e Volsci che ritenevano disonorevole essere assediati nel loro stesso campo da un esercito che avevano già sconfitto qualche anno prima, chiesero di essere condotti in battaglia, cominciarono a uscire dalle porte del campo ma, prima che potessero schierarsi, furono investiti dalle forze romane che si trovarono così a operare contro quella che Livio descrive come fluctuantem turba ("una folla ondeggiante"). Dopo un primo cedimento, però gli attaccati si ripresero e riuscirono a organizzare una resistenza più decisa e la battaglia si riaccese. 
Il console Valerio, si diede a incoraggiare la sua fanteria (costituita da plebei) ricordando che non combattevano più sotto i Decemviri, e che avevano riconquistato la libertà, ricordò le lotte politiche sull'Aventino e sul Monte Sacro per liberare la città dalla tirannia. Ma, soprattutto, ordinò ai cavalieri (patrizi) di mostrare ai commilitoni che li superavano in grado e condizione sociale. I cavalieri riuscirono a passare attraverso uno schieramento nemico non compatto e ad attaccarne le retrovie. L'esercito degli Equi e dei Volsci, vistosi praticamente circondato cercò rifugio nel campo ma la fanteria romana non diede tregua. 
(Tito Livio, Ab Urbe condita libri, III, 61., Newton Compton, Roma, trad.: G.D. Mazzocato)
La notizia della vittoria fu subito recata alla città dove fu -ovviamente- festeggiata. E ne fu informato anche l'altro esercito, quello guidato da Marco Orazio, che stava fronteggiando i Sabini.

## Sabina
Il secondo console stava "addestrando" i suoi uomini con piccoli scontri, razzie e scaramucce per instillare in loro una maggiore fiducia nelle loro forze e dimenticare le sconfitte subite nel periodo dei Decemviri e anche solo l'anno precedente. Come era d'abitudine, i nemici insultavano e provocavano i romani chiedendo retoricamente perché rifiutassero lo scontro, insinuando che fossero paurosi. Qui giunse opportuna la notizia della vittoria dell'altro esercito al monte Algido. Le truppe di Orazio rumoreggiarono chiedendo di essere guidate alla battaglia decisiva. 
Marco Orazio Barbato, evidentemente abbastanza sicuro ormai del potenziale bellico dei suoi, approfittò dell'occasione e, dopo l'usuale concione per infiammare gli animi mettendo i suoi legionari in competizione con quelli di Valerio, promise alle truppe che l'indomani li avrebbe condotti in battaglia.
(Tito Livio, Ab Urbe condita libri, III, 62., Newton Compton, Roma, trad.: G.D. Mazzocato)
L'esercito sabino fu schierato su un fronte di lunghezza uguale a quello romano ma furono tenuti duemila cavalieri di riserva. Quando la battaglia fosse stata all'apice questi dovevano attaccare l'ala sinistra romana. La mossa sembrava ottenere il risultato voluto quando circa seicento cavalieri romani, vista la situazione, scesero da cavallo e corsero ad aiutare i commilitoni delle prime file che stavano cominciando a cedere. Questi, rinfrancati ricominciarono a combattere e dopo aver riguadagnate le precedenti posizioni, iniziarono ad avanzare. 
Stabilizzatatasi la situazione all'ala sinistra i cavalieri recuperarono i loro cavalli e corsero all'altra ala gridando che sull'altro lato le forze romane stavano vincendo. Si ottenne il classico doppio effetto: il rinnovo dell'ardore romano e lo sbigottimento dei sabini che vedevano cedere proprio il lato che doveva essere il più forte. I romani si produssero nell'ultimo supremo sforzo e 
(Tito Livio, Ab Urbe condita libri, III, 63., Newton Compton, Roma, trad.: G.D. Mazzocato)

## Il popolo, il senato, il trionfo
Queste due battaglie, di grande importanza per la ripresa della autoconsapevolezza delle legioni di Roma, portò anche un particolare risultato. Nonostante la chiara dualità delle vittorie su due diversi fronti, 
(Tito Livio, Ab Urbe condita libri, III, 63., Newton Compton, Roma, trad.: G.D. Mazzocato)

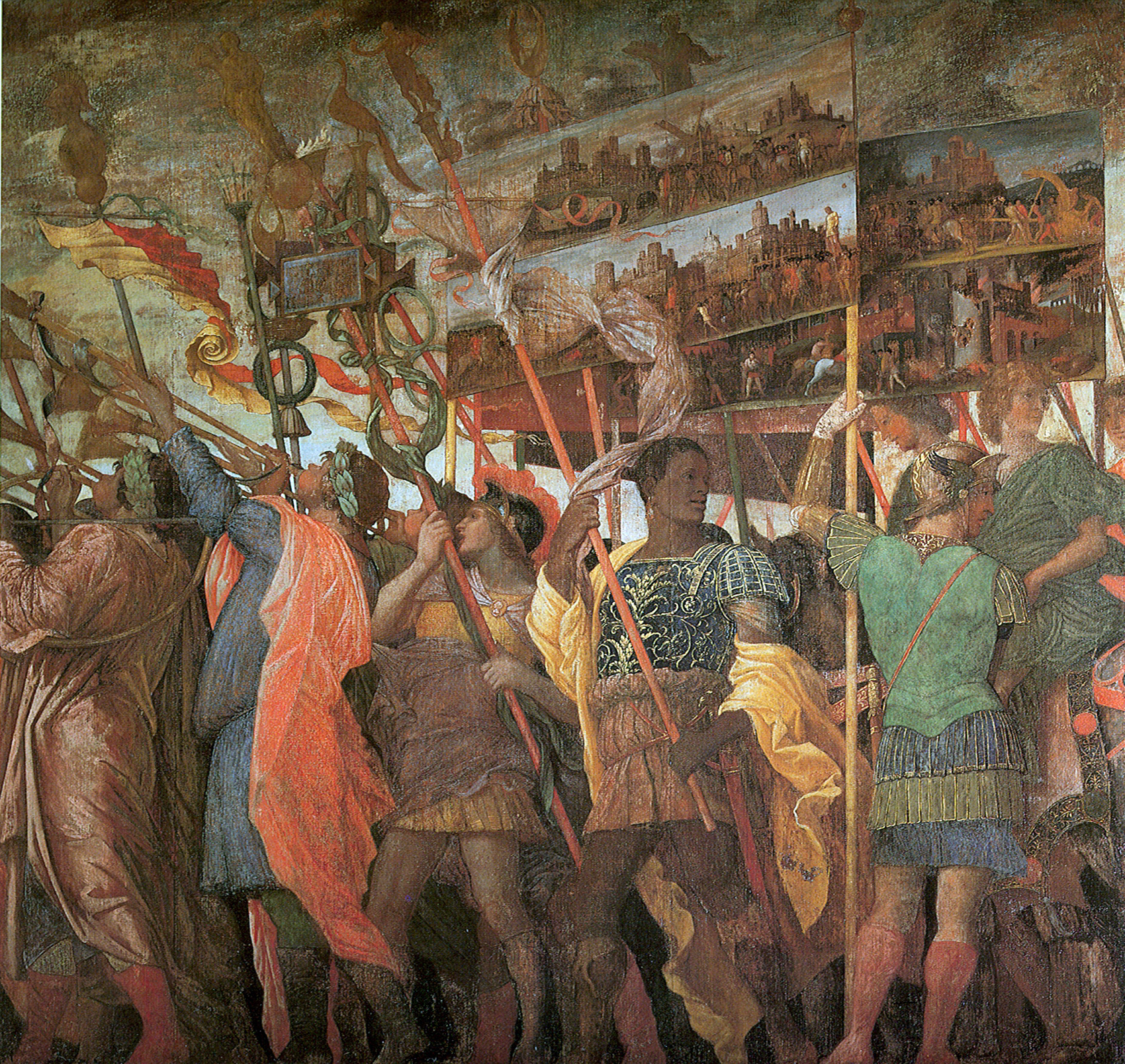
Andrea Mantegna, Trionfo di Cesare

Ne seguì una breve ma intensa lotta politica: i consoli, che appartenevano pur sempre al patriziato, convocarono il senato al Campo Marzio proprio in quei due giorni, ma i senatori più influenti lamentarono questo tentativo di intimidazione per un senato convocato fra le truppe in armi. Allora i consoli, obbedendo alla tradizione, riconvocarono il senato ai Prati Flamini in territorio "neutro", ma anche stavolta i senatori rimasero concordi nel negare il trionfo, celebrazione che ogni console vincitore sperava di ottenere. 
In questa situazione di stallo Lucio Icilio, uno dei più famosi tribuni della plebe che molto si era messo in luce nella cacciata dei Decemviri, propose che fosse il popolo stesso a decretare il trionfo ai consoli vincitori. Ovviamente il patriziato, con Gaio Claudio si oppose insinuando che questa proposta fosse nata da uno scambio di favori fra consoli e tribuni. 
(Tito Livio, Ab Urbe condita libri, III, 61., Newton Compton, Roma, trad.: G.D. Mazzocato)
Dopo le disquisizioni si andò ai comizi tributi e le tribù votarono a favore della proposta di Icilio e fu questa la prima volta che il trionfo venne decretato dal popolo, senza il consenso del senato, anzi contro di questo. Per il senato, da secoli espressione del potere legislativo del patriziato, si trattò di una pesante sconfitta politica che aggiunse un altro tassello alle conquiste di sempre più estesi diritti da parte della plebe di Roma.